# Коефіцієнт запасу міцності
Коефіціє́нт запа́су мі́цності (англ. factor  of safety; FoS) — відношення граничного напруження (граничного навантаження) до розрахункового напруження (розрахункового навантаження).

## Загальні положення
Деталі машин та елементи споруд повинні задовольняти умові міцності й жорсткості. Розміри деталей необхідно підбирати так, щоб під дією прикладених навантажень вони не руйнувалися та не зазнавали деформацій, що перевищують допустимі. Зокрема, в машинобудівних деталях, зазвичай, не допускаються залишкові деформації.
Як руйнування деталі, так і її деформування пов'язані з величиною напружень, що виникають у них. Значні залишкові деформації виникають у разі застосування пластичного матеріалу при досягненні напруженням границі плинності. Руйнування наступає, при досягненні напруженням величини границі міцності. При цьому у разі крихкого матеріалу деформації будуть незначними. Таким чином, для деталей, виготовлених з пластичного матеріалу, небезпечним напруженням слід вважати границю плинності {\displaystyle \sigma _{T}}, а з крихкого — границю міцності (тимчасовий опір) {\displaystyle \sigma _{B}}.

## Вибір допустимих напружень
Величини границі плинності та границі міцності (тимчасовий опір) легко можуть бути визначені експериментально шляхом проведення механічних випробувань зразків. Не дивлячись на це, вибір допустимих напружень, покладеного в основу розрахунку на міцність, виявляється дещо складнішим.
Це пояснюється необхідністю врахувати такі обставини:
- неоднорідність характеристик матеріалу, в результаті якої механічні характеристики матеріалу, одержані на різних зразках навіть з одного шматка матеріалу, дещо різняться;
- величина і характер найбільших навантажень, що діють на деталь, яка розраховується, зазвичай точно наперед не відомі;
- результати розрахунку є наближеними, оскільки в основу виведення формул покладені допущення, а розрахункові схеми спрощено відбивають характер роботи конструкцій, що підлягають розрахунку. Тому не лише допустимі напруження повинні бути вибрані якнайменше небезпечними, але й необхідно мати деякий запас, щоб забезпечити міцність навіть у разі найнесприятливішого поєднання згаданих чинників.

Допустиме напруження — це найбільше напруження, при якому гарантується міцність конструкції. Допустиме напруження {\displaystyle [\sigma ]} може бути визначене за формулою:
{\displaystyle [\sigma ]={\frac {\sigma _{0}}{n}},}
де: {\displaystyle \sigma _{0}} — небезпечне напруження ({\displaystyle \sigma _{T}} або {\displaystyle \sigma _{B}});
n — коефіцієнт запасу міцності, що показує, у скільки разів допустиме напруження є меншим за небезпечне.

## Вибір коефіцієнта запасу міцності
Коефіцієнт запасу міцності залежить від відповідальності конструкції, умов її експлуатації, точності розрахунку, режиму вантаження та інших чинників.
Для пластичних матеріалів у разі статичного навантаження небезпечним напруженням слід вважати границю текучості. Тоді
{\displaystyle [\sigma ]={\frac {\sigma _{T}}{n_{T}}}}
Величину коефіцієнта запасу міцності для сталей при статичному навантаженні беруть як nT = 1,3…1,5.
Для крихких матеріалів при статичному навантаженні небезпечним напруження є границя міцності, і тоді
{\displaystyle [\sigma ]={\frac {\sigma _{B}}{n_{B}}}}
Коефіцієнт запасу міцності зазвичай беруть nB = 2,5…3,0.
Крихкі матеріали краще чинять опір стисканню, а пластичні — розтягуванню. Визначення величини {\displaystyle [\sigma ]} є важливим, оскільки від правильного її встановлення залежить міцність і безпека проектованої конструкції, а також економічна сторона — кількість матеріалу, який витрачається. Встановленням величини допустимих напружень займаються державні нормуючі органи.
Строгих методів для вибору значень коефіцієнтів запасу не існує, оскільки коефіцієнт є мірою незнання всіх факторів, що впливають на роботу конструкції. Вибір проводиться на основі досвіду експлуатації аналогічних конструкцій. У кожній галузі промисловості існують власні нормативи, що визначають допустимі коефіцієнти запасу. Найменші коефіцієнти використовуються в аерокосмічній галузі, в силу жорстких вимог до маси конструкції. Дуже великі запаси (близько 4…6) використовуються для вантажопідйомного обладнання, особливо для перевезення людей.